# Antonius Gardesoni

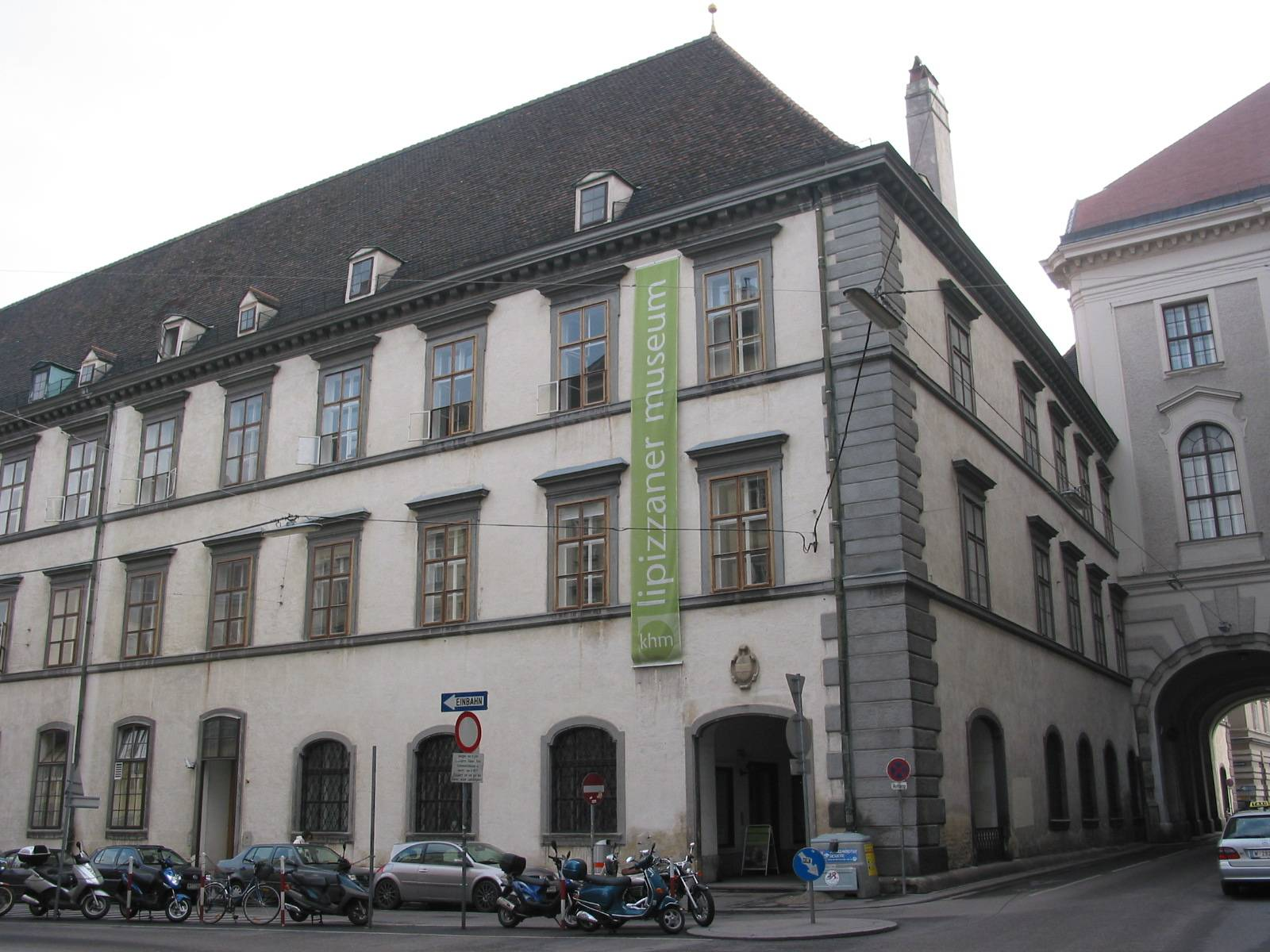
Wiener Hofburg, Stallburg

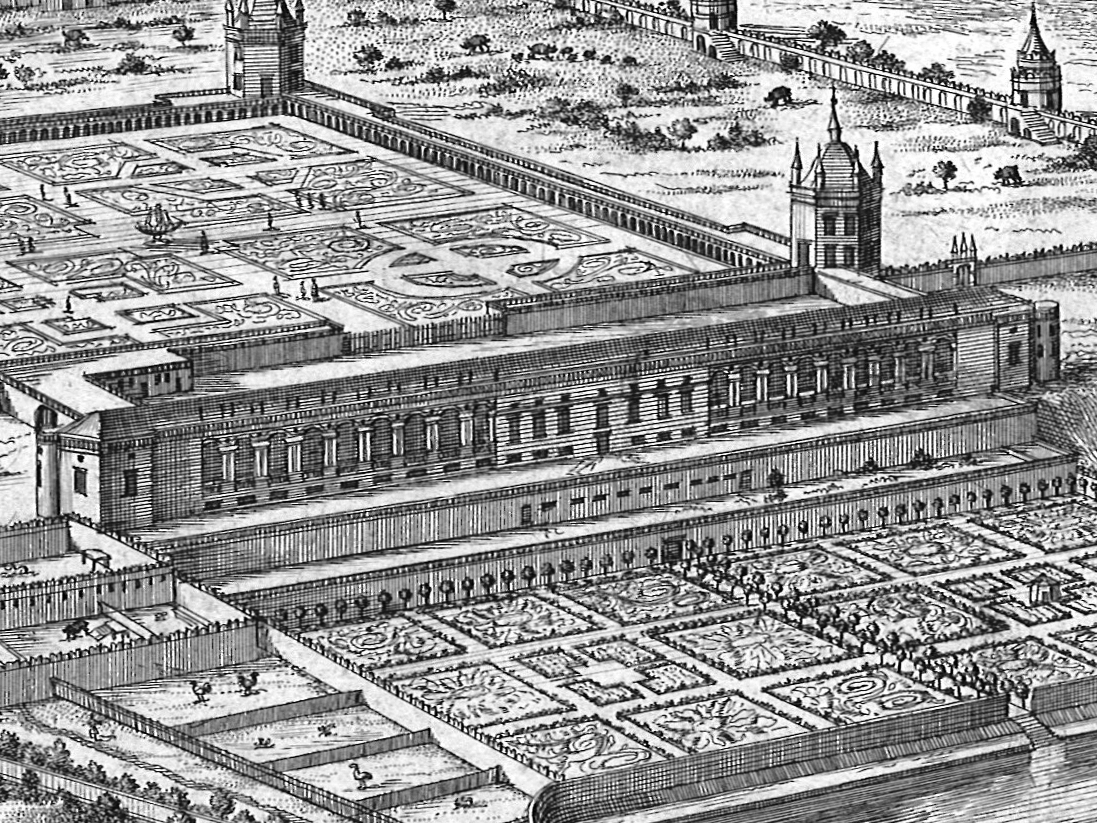
Schloss Neugebäude

Antonius Gardesoni war ein italienischer Steinmetzmeister und Bildhauer der Renaissance. 
Sein Schreiben vom 22. März 1590 an den Abt des Stiftes Heiligenkreuz galt jahrhundertelang als die älteste Kaisersteinbrucher Urkunde. Diese stammt vom 13. Juni 1576 und dokumentiert Steinlieferungen vom Steinbruch am Leithaberg für den Bau von Schloss Neugebäude.

## Leben und Wirken
1551 wurde ein Steinbruch am Leithaberg wieder in Betrieb genommen, der seit der Antike im Bewusstsein der Fachleute verankert war. Bei den ersten Steinmetzen, die hier wieder arbeiteten, waren Antonius Gardesoni, italienischer Geselle, von Como gebürtig, und Pietro Solari, von Bissone stammender Schweizer Bildhauer. Er arbeitete davor in Wiener Neustadt, einer Hauptlade des Steinmetz- und Maurerhandwerkes und hatte den Auftrag erhalten, im innersten Kern der Wiener Hofburg für den Röhrbrunnen ein Becken aus dem weißen, sehr harten Stein zu gestalten, den Schweizerhofbrunnen.

### Stallburg der Wiener Hofburg
Im Auftrag von Kaiser Ferdinand I. wurde der Renaissancepalast um den quadratischen Arkadenhof von 1558 bis 1562 in Hofstallungen umgebaut, unter der Leitung Hans Saphoy, Dombaumeister zu St. Stephan, mit dessen Brüdern Antonius und Pietro Solari und Antonius Gardesoni.

### Schloss Neugebäude
Kaiser Maximilian II. ließ sich vom Geist der Antike erfassen, nahe bei Wien ließ er Schloss Neugebäude, den bedeutendsten Renaissancebau in seinem Machtbereich errichten. Wie in Italien sollte es aus weißem Marmorgestein bestehen, so erhielt der hier gefundene Stein von Anbeginn den Namen Kaiserstein, wurde aus dem Steinbruch am Leithaberg bereits 1579 der Steinbruch Ihrer kaiserlichen Majestät, kurz der kaiserliche Steinbruch am Leithaberg.

### Der älteste Steinmetz am Leithaberg
Aus dem Brief an Abt Johannes Rueff, auszugsweise ... kann ich – Meister Antonius Gardesoni – als der älteste Steinmetz am Leithaberg sagen, dass ich ein lange Zeit und etliche Jahre hier in dem Steinbruch am Leithaberg gearbeitet und nunmehr ein besonderes Alter erreicht habe. Damit ich mein Weib und Kinder künftig besser unterhalten möge, gelangt an Euer Gnaden mein gehorsames Bitten. Da ich über die dreissig Jahre lang hier gearbeitet habe, mir einen neuen Steinbruch suchen und darinnen arbeiten möge.

### Schneckenstiegen der Michaelerkirche

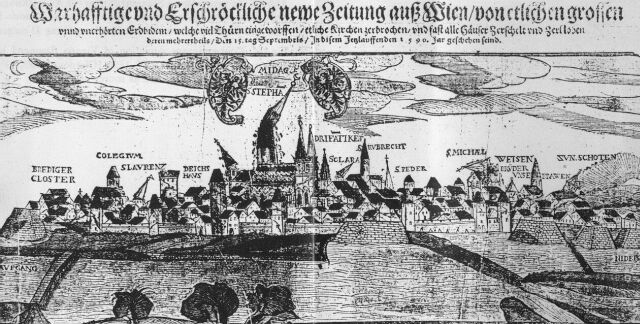
Schrift über Folgen des Erdbebens in Wien und Niederösterreich, 1590
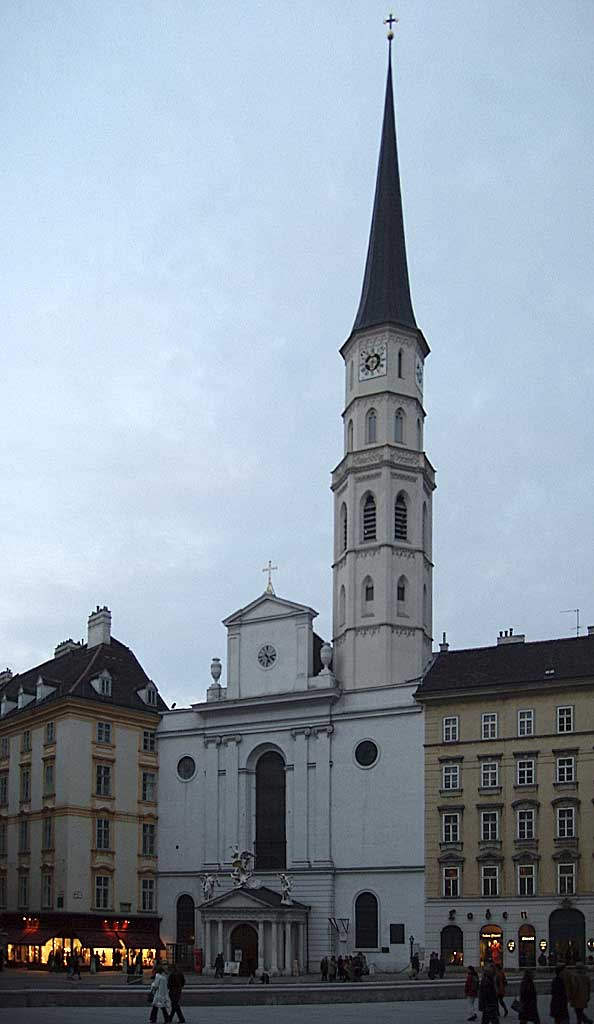
Michaelerkirche
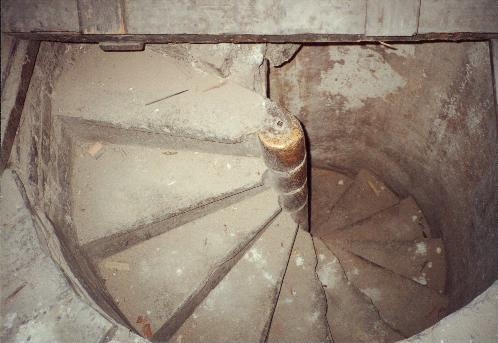
Michaelerkirche, Ende der 1. Wendeltreppe die in den Turm führt, alle harter Kaiserstein
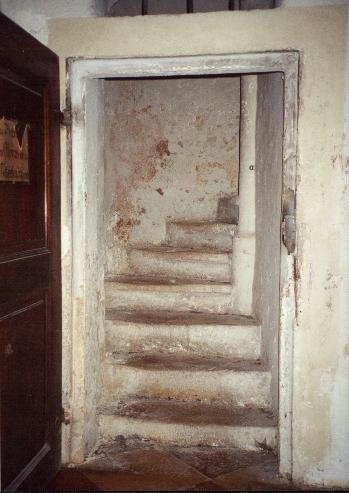
darüber 1. Turm-Wendeltreppe
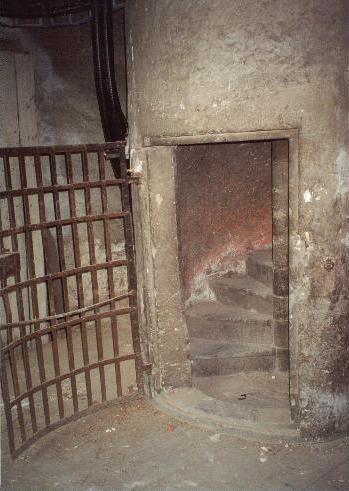
darüber 2. Turm-Wendeltreppe
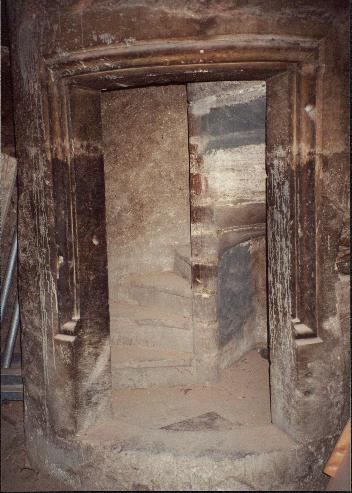
darüber 3. Turm-Wendeltreppe

### Erdbeben von 1590
Durch ein Erdbeben am 15./16. September 1590(Epizentrum Neulengbach, NÖ.) wurden der Stephansdom, die Michaelerkirche (Einsturz der Turmkrone), Jesuiten- und Schottenkirche schwer beschädigt. Rechnungsbücher und Akten geben Zeugnis über die Schäden und den Aufwand für ihre Beseitigung. 
... vom Stephansturm sind fast eines Manns große Steine herab gefallen und ein Portal oberhalb einer Kirchtür durchschlagen und zerschmettert. Es ist auch ein großer steinerner Löwe herabgefallen und hat sich der Turm fast gekrümmt und zermergelt ... bey St. Michael hat es den Kirchturm samt den Eisenstangen auf die Hälfte abgeworfen und sonst an der Kirche großen Schaden getan.....Das Erdbeben und sein Schrecken wurden bald durch andere „Gottesstrafen“ abgelöst, den 1592 wieder begonnenen Türkenkrieg, als dessen Vorzeichen es von späteren Kommentatoren mehrfach gewertet wurde. Und der Wiederaufbau bot bei manchem Gebäude die Möglichkeit zur Umgestaltung, im neuesten Geschmack. So bekam der Turm von St. Michael ein neues Erscheinungsbild. 
Der Schaden der Michaelerkirche wurde vom Geologen Alois Kieslinger, TU-Wien, dokumentiert.